# Pär Eriksson
För andra betydelser, se Per Eriksson.
Pär Eriksson, född 27 juli 1964, är en svensk före detta fotbollsspelare (försvarare) som representerade Gais och BK Häcken i Allsvenskan i början av 1990-talet.

## Biografi
Eriksson kom ursprungligen från Järvsö BK, men gick vidare till Gefle IF i division II på 1980-talet. Inför säsongen 1990 värvades han av allsvenska Gais. I Gais stannade han i två säsonger och spelade sammanlagt 44 matcher (4 mål) innan han lämnade klubben inför säsongen 1992. 1993 presenterades han som nyförvärv av BK Häcken, som precis hade gått upp i Allsvenskan. Efter bara en allsvensk säsong med Hisingsklubben varvade han ner i IK Zenith.